# 謝凱特
謝凱特（1986年5月6日—）本名謝智威，為臺灣同志作家，國立東華大學創作與英語文學研究所藝術碩士（M.F.A.）。。

## 生平
2013年，謝凱特以短篇小說《完美的一天》獲得林榮三文學獎短篇小說獎佳作，2015年又以散文作品《我的蟻人父親》獲得林榮三文學獎散文獎三獎，後來他集結其他散文作品於2018年發行同名的散文集《我的蟻人父親》。2017年，他則以散文〈開車進不了臺北城〉獲得臺北文學獎散文組優等獎。
2024年，獲邀參加捷克布拉格國際書展，跟當地讀者分享《我的蟻人父親》捷克文翻譯版。。

### 私人生活
謝凱特為出櫃的男同性戀作家，並提到
|  | 以前被說娘、像媽媽，好像是負面詞彙，回頭才發現那是最棒的禮物 |

。

## 著作

### 散文
- 《我的蟻人父親》（2018年，逗點文創結社）
- 《普通的戀愛》（2018年，時報）
- 《我媽媽做小姐的時陣是文藝少女》（2020年，九歌）

### 小說
- 《我在等你的時候讀了這東西》（2023年，九歌）

## 外部連結
- 謝凱特的Facebook專頁